# Amurus drepanopus
Amurus drepanopus är en mångfotingart som beskrevs av Carl Graf Attems 1909. Amurus drepanopus ingår i släktet Amurus och familjen Oxydesmidae. Utöver nominatformen finns också underarten A. d. obscuratus.